# Христо Хаджисулков
Христо Георгиев Хаджисулков (изписване до 1945 година: Христо Георгиевъ хаджи Сулковъ) е български революционер, кукушки деец на Вътрешната македоно-одринска революционна организация (ВМОРО), участник в Солунското съзаклятие.

## Биография
Хаджисулков е роден в 1868 година в българския южномакедонски град Кукуш, тогава в Османската империя, днес Килкис в Гърция, в семейството на „родители българи“ Георге и София Хаджисулкови. Още в 1893 година влиза във ВМОРО и действа като легален работник. В 1903 година помага на съзаклятниците за осъществяването на Солунските атентати: взривяването на Отоманската банка и на парахода „Гвадалкивир“. След атентатите (15 април 1903 година) е арестуван и е изтезаван. Осъден е на 15 години строг тъмничен затвор. След политическата амнистия е освободен в 1904 година. Продължава да се занимава с революционна дейност до 1912 година. Доверено лице е на Иван Гарванов. Емигрира в Свободна България.
На 18 февруари 1943 година, като жител на София, подава молба за българска народна пенсия, която е одобрена и пенсията е отпусната от Министерския съвет на Царство България.